# Herenhuis van Mesnil-Vitey
Het Herenhuis van Mesnil-Vitey (Frans: Manoir de Mesnil-Vitey) is een kasteel in de Franse gemeente Airel. Het kasteel is een beschermd historisch monument sinds 1949.